# Paraboloïde
Een paraboloïde is een kwadratisch oppervlak in drie dimensies. Er bestaan twee soorten paraboloïden, elliptische en hyperbolische. Ze worden volgens de onderstaande vergelijkingen beschreven.
{\displaystyle \left({\frac {x}{a}}\right)^{2}+\left({\frac {y}{b}}\right)^{2}+2z=0\quad } elliptische paraboloïde
en
{\displaystyle \left({\frac {x}{a}}\right)^{2}-\left({\frac {y}{b}}\right)^{2}+2z=0\quad } hyperbolische paraboloïde.
|                           |                         |
| Hyperbolische paraboloïde | Elliptische paraboloïde |

De hyperbolische paraboloïde heeft een zadeloppervlak en de elliptische paraboloïde de vorm van een beker.

## Toelichting

### Elliptische paraboloïde
Voor de elliptische paraboloïde geldt dat de doorsnijding van de paraboloïde met een vlak evenwijdig aan het {\displaystyle XOY}-vlak een ellips is en de doorsnijding met een vlak evenwijdig aan {\displaystyle XOZ}-vlak of evenwijdig aan het {\displaystyle YOZ}-vlak, is een parabool. Wanneer {\displaystyle a} gelijk is aan {\displaystyle b} wordt de ellips evenwijdig aan {\displaystyle YOZ}-vlak een cirkel en is de driedimensionale figuur een omwentelingslichaam: een omwentelingsparaboloïde. Deze wordt namelijk verkregen als een tweedimensionale parabool om de eigen symmetrieas wordt gewenteld. De omwentelingsparaboloïde wordt bij schotelantennes gebruikt, omdat alle evenwijdig inkomende stralen naar een brandpunt worden geleid en daar geconcentreerd worden opgevangen, net als bij een spiegeltelescoop. Bijvoorbeeld schijnwerpers, fietslampen en zaklantaarns gebruiken deze vorm maar dan omgekeerd. Vanuit een lichtpunt, het lampje, wordt een bundel licht via de parabolische spiegel weerkaatst.

### Hyperbolische paraboloïde
De hyperbolische paraboloïde is een regeloppervlak. Dat betekent dat het oppervlak van een hyperbolische paraboloïde met twee stelsels rechte lijnen kan worden beschreven.
{\displaystyle x/a+y/b=uz}
{\displaystyle x/a-y/b=2/u}
en
{\displaystyle x/a+y/b=2/v}
{\displaystyle x/a-y/b=vz}
waarin {\displaystyle u} en {\displaystyle v} reële parameters voorstellen. Elke rechte lijn van een stelsel kruist elke andere rechte lijn van hetzelfde stelsel en snijdt elke rechte lijn van het andere stelsel. Hieruit volgt, dat de vorm gemakkelijk, dus goedkoop, uit gewapend beton of met spankabels is op te trekken. De vorm is stevig, sierlijk, watert goed af en sneeuw glijdt eraf. Daarom vindt de vorm soms toepassing in overkappingen van sportstadions, treinstations of luchthavens en ook als vorm voor kunstmatige heuvels, bijvoorbeeld naast autosnelwegen. Ook de zogenaamde stapelchips, die in tegenstelling tot gewone chips in een mal worden geperst van aardappelpuree of aardappelpoeder, hebben steeds dezelfde vorm van een hyperbolische paraboloide.
|                           |                         |
| Hyperbolische paraboloïde | Elliptische paraboloïde |

## Overige
- Het oppervlak van vloeistoffen in een dun cirkelvormig buisje nemen door capillariteit de vorm van een paraboloïde aan. Bij sommige vloeistoffen bemoeilijkt dit het aflezen van de thermometer.
- Het oppervlak van vloeistoffen in een roterend vat neemt de vorm van een paraboloïde aan.
- Andere kwadratische oppervlakken zijn de ellipsoïde en de hyperboloïde.